# رودولف فیکئیسن
رودولف فیکئیسن (آلمانی: Rudolf Fickeisen؛ ۱۵ مه ۱۸۸۵ – ۲۲ ژوئیه ۱۹۴۴) قایقران روئینگ اهل آلمان بود.